# Hypotexte
 (décembre 2021).
Si vous disposez d'ouvrages ou d'articles de référence ou si vous connaissez des sites web de qualité traitant du thème abordé ici, merci de compléter l'article en donnant les références utiles à sa vérifiabilité et en les liant à la section « Notes et références ».
L'hypotexte est un texte qui sert de source à une œuvre littéraire ultérieure, ou hypertexte. Par exemple, l’Odyssée d'Homère peut être considérée comme l'hypotexte d’Ulysse de James Joyce.
Le mot a été défini en 1982 par le théoricien français de la littérature Gérard Genette de la manière suivante :
L'hypertextualité désigne toute relation “unissant un texte B (que j'appellerai hypertexte) à un texte antérieur A (que j'appellerai, bien sûr hypotexte), sur lequel il se greffe d'une manière qui n'est pas celle du commentaire.”
Un hypertexte dérive ainsi d'un ou plusieurs hypotextes par un processus que Genette appelle « transformation », dans lequel le texte B « évoque » le texte A sans nécessairement le mentionner directement.
Plus récemment [Quand ?], le mot a été utilisé de manière étendue. Le linguiste Henri Adamczewski suggère par exemple dans [Où ?] que l’Iliade d'Homère a été utilisée comme hypotexte structurant pour l'Évangile de Marc.